# Rush Royale
Rush Royale — мобильная игра в жанре Tower Defense с элементами ККИ. Она была разработана IT Territory и издана My.Games. Глобальный релиз состоялся 8 декабря 2021 года.

## Игровой процесс
Rush Royale включает в себя сражения с монстрами, которые проводятся в кооперативном режиме или в режиме PvP против другого живого игрока, использующего разные карты.
Игровое поле представляет собой сетку 3 × 5, где игрок может размещать свои юниты, используя «ману» — специальный ресурс, который накапливается во время битвы после убийства монстров. Поскольку размер поля битвы ограничен, игрок может объединять повторяющиеся юниты в другого случайного более прокачанного в своей колоде.
Игры состоят из «волн монстров», во время которых монстры выходят из портала на стороне поля битвы, находящейся на стороне игрока, и движутся к воротам замка. Когда игрок убивает монстров в PvP-сражениях, они переносятся на сторону поля боя противника. В конце каждой волны все оставшиеся на поле битвы монстры уничтожаются и появляется босс.
Помимо юнитов, у каждого игрока есть герой. Это отдельный персонаж со способностями, которые помогут игроку в бою. Все игроки начинают с одного и того же героя, Тренера, который создает соломенные манекены, останавливающие монстров и взрывающиеся через определенное время.

### Карты и герои
Все карты и герои в игре имеют уровень редкости: обычный, редкий, эпический и легендарный.
У каждой карты и героя есть уровень, и игрок может повысить его, собирая дубликаты этой карты и тратя золото. Золото — это внутриигровой ресурс, который игрок получает в кооперативных матчах.
Легендарные карты можно получить за счет магических кристаллов из сезонных наград или путем обмена ненужных легендарных карт в магической лаборатории.
На определенных уровнях карта может подняться, используя ядра фракций. Этот процесс улучшает базовую механику карты. На каждом уровне, кроме 15, игроки могут выбрать один из двух талантов, которые фундаментально меняют некоторые механики. Игрок может изменить выбранный талант в любое время.

### Благословение фракций
Все карты принадлежат одной из 5 фракций:
- Лесной союз
- Магический совет
- Королевство Света
- Техногенное общество
- Тёмные владения

Каждую неделю отряды, принадлежащие к случайной фракции, будут получать новые улучшения.

### Игровые события
Игровые события происходят периодически с дополнительными наградами. Некоторые юниты и некоторые герои могут быть получены только после завершения этих событий.
- Гонка за славой: PvP-режим, в котором игроки собирают свою колоду, выбирая между тремя случайными отрядами, пока она не заполнится. Таким же образом выбирается и герой[11].
- Королевские испытания: PvE-режим, в котором игрок имеет доступ к своей коллекции и может собрать собственную колоду. После каждого боя юниты будут терять энергию. Со временем энергия восстановится, либо может быть использована другая колода[12].
- Зеркальные колоды: режим PvP, в котором игроки сражаются друг с другом, используя заранее собранные одинаковые колод[13].
- Измерение драконов: клановый PvE-режим, в котором члены клана проходят через серию миров с множеством битв. В конце каждого мира клан должен сразиться с драконом, которого можно разблокировать с помощью ключей, найденных в этом мире. Каждая победа члена клана будет наносить определенный процент урона. Когда здоровье Дракона достигает нуля, он терпит поражение, и клан получает возможность перейти в следующий мир[14].

### Кланы и клановые войны
Кланы дают возможность общаться с другими игроками, запрашивать и делиться картами, принимать участие в клановых войнах и исследовать драконий разлом.
Определенные достижения других игроков, такие как повышение карты героя до определенного уровня, также позволят игрокам похвастаться этим событием и обсудить его в чате, что может принести дополнительные ресурсы другим членам клана.
Кланы распределяются по дивизионам, от чего будет зависеть награда за победу в турнире.
Война кланов — это соревнование между 5 кланами в одном дивизионе. Игрокам нужны волшебные крылья, чтобы атаковать противника. Они зарабатываются, когда игроки участвуют в клановых войнах, достигают максимального уровня боевого пропуска или получают усиления клана.
Войны кланов предлагают выбор между ежедневным боем и грабежом.
- Ежедневная битва: PvP-битва с особыми модификаторами боя, которые меняются ежедневно. В этом режиме игрок сражается с противником из другого клана, участвующим в войне кланов.
- Грабеж: это нападение на членов конкурирующего клана. В этом режиме необходимо разрушить защиту противника, выставив боссов-защитников. В награду за победу игрок получит часть очков, заработанных противником.

## Приём
По состоянию на 2022 год Rush Royale был загружен более 50 миллионов раз, что сделало его лучшей игрой в жанре стратегии Tower Defense по количеству установок и стала второй самой эффективной игрой My.Games по доходам в 2022 году, заработав 102 миллиона долларов.

## Сотрудничество
В июне 2023 года Rush Royale провела ограниченное по времени мероприятие в партнерстве с американским актером и боксером Джейком Полом. Событие включало двухнедельное мероприятие «Битва чемпионов» и появление Пола в игре в качестве игрового персонажа.